# Новоселицька сільська рада (Виноградівський район)
| Новоселицька сільська рада — колишній орган місцевого самоврядування у Виноградівському районі Закарпатської області з адміністративним центром у с. Новоселиця. Сільській раді підпорядковані населені пункти: - с. Новоселиця |

## Склад ради
Рада складається з 16 депутатів та голови.

## Керівний склад сільської ради
| ПІБ                     | Основні відомості                                                             | Дата обрання | Дата звільнення |
| ----------------------- | ----------------------------------------------------------------------------- | ------------ | --------------- |
| Шутко Юрій Іванович     | Сільський голова, 1960 року народження, освіта, безпартійний                  | 26.03.2006   | 07.12.2008      |
| Ворон Віктор Вікторович | Сільський голова, 1968 року народження, освіта, член партії Єдиний Центр      | 03.05.2009   | 31.10.2010      |
| Ворон Віктор Вікторович | Сільський голова, 1968 року народження, освіта середня загальна, безпартійний | 31.10.2010   |                 |

Примітка: таблиця складена за даними джерела

## Населення
Згідно з переписом УРСР 1989 року чисельність наявного населення села становила 1485 осіб, з яких 734 чоловіки та 751 жінка.
За переписом населення України 2001 року в селі мешкало 1412 осіб.

### Мова
Розподіл населення за рідною мовою за даними перепису 2001 року:
| Мова       | Відсоток |
| ---------- | -------- |
| українська | 99,37 %  |
| російська  | 0,49 %   |
| угорська   | 0,07 %   |